# Крыгина, Елена Александровна
Еле́на Алекса́ндровна Кры́гина (род. 6 июня 1987, Сургут, Тюменская область) — российская визажистка, видеоблогер, предпринимательница. Обладательница премии «Женщина года 2014» по версии журнала Glamour, в номинации «Прорыв года».

## Биография
Елена Крыгина род. 6 июня 1987 года, в городе Сургуте. После окончания школы она поступает в Балтийскую академию туризма и предпринимательства по специальности «связи с общественностью» и переезжает в Санкт-Петербург. Обучаясь в академии, Елена Крыгина также начинает учиться в одной из петербургских школ макияжа на визажиста.

«Что касается салонов красоты, я с детства знала, что буду работать в этой индустрии. Смотрела на моделей в глянцевых журналах, на фотографии с бэкстейджа. Меня очень тянуло в этот мир, и я точно знала, что буду там.»— www.bfm.ru/news/436782
Благодаря интересу к профессии визажиста Елена устраивается работать продавцом-консультантом в магазин косметики, затем становится официальным визажистом марки Shiseido.
В 2010 году Елена открывает собственную школу макияжа под названием «Makeup Art School». Параллельно с ведением курсов сотрудничает с журналом Собака.ru и модельным агентством LMA, а также ведёт колонку в российской версии журнала Glamour. Позднее, в 2012 году, открывает свой YouTube-канал при поддержке сайта её подруги Вероники Белоцерковской.
В 2013 году Крыгина закрыла свою петербургскую школу-студию и переехала в Москву, открыла свои интернет-магазин косметики, студию красоты, выпустила собственную марку косметики и написала книгу о макияже. Кроме личного блога в YouTube и Instagram, Крыгина ведет колонку о новинках косметологии в журнале Glamour и регулярно выступает в качестве эксперта в изданиях, посвященных моде.
Помимо всего вышеперечисленного, Елена Крыгина организовала ежегодный праздник красоты Krygina Beauty Day Moscow.
В 2017 году издательство Эксмо выпускает книгу авторства Елены Крыгиной «Макияж». Первая презентация книги состоялась 2 марта 2017 года в библиотеке им. Ф. М. Достоевского в Москве. Номинант 2017 г. — Ozon.ru ONLINE AWARDS (Лучшая книга non-fiction, Макияж).

## Визаж и творчество
Елена Крыгина создавала образы для Кети Топурии, Алёны Водонаевой, Дианы Вишневой, Александра Рогова, Кристиана Лабутена, Ксении Собчак, Елизаветы Боярской, Юлианны Карауловой, Полины Киценко, Матильды Шнуровой, Альбины Джанабаевой, Сати Казановой и других.
Является личным визажистом балерины Дианы Вишневой. Также Елена гастролирует по городам России с семинарами и мастер-классами «Beauty Day от Елены Крыгиной».
Как творческая личность, визажист и beauty-эксперт Елена Крыгина выпускает коллаборации с различными марками. Например, в 2019 году совместно с маркой Portal она создала коллекцию праздничной обуви.

## Krygina Cosmetics
В сентябре 2018 года Елена презентовала новое направление своей деятельности — Krygina Cosmetics, косметический бренд, носящий имя своей создательницы.
Ассортимент продукции нового бренда строится вокруг концепции мультифункциональности. Такова главная идея создательницы марки: многофункциональные продукты, которые можно использовать и в повседневном, и в креативном макияжах. В основе косметической линейки — разнообразные по текстуре пигменты, которые можно наносить на разные части лица, смешивать и наслаивать. Данные многофункциональные продукты, которые можно использовать как на лице, так и на теле, получили название «конкрит».
То, что косметика Krygina Cosmetics тестируется на животных, вызвало большой общественный резонанс и порицание. Елену обвинили в неэтичном производстве. Российские бьюти-блогеры и публика прохладно оценили свойства и качество продукции в связи с современным трендом на eco-friendly косметику.

## Личная жизнь
Несмотря на свою медийность, личную жизнь Елена предпочитает не выставлять напоказ, известно[кому?], что у неё есть молодой человек.
Летом 2019 года ходили слухи, что у Елены роман с известным рэпером Pharaoh, поводом к ним послужила их совместная фотография в кафе и отдых в загородном доме у общей подруги Ники Белоцерковской. Сама Елена опровергала данные предположения.
Свободное время Елена проводит активно: катается на скейтборде, занимается йогой, увлекается пилотированием. Она получила свидетельство частного пилота и может совершать самостоятельно небольшие перелёты. Свою любовь к авиации блогер показала при помощи татуировки на руке в виде самолёта Су-26.